# Myiopharus parvula
Myiopharus parvula är en tvåvingeart som först beskrevs av Wulp 1890.  Myiopharus parvula ingår i släktet Myiopharus och familjen parasitflugor. Inga underarter finns listade i Catalogue of Life.